# Éles Árpád
Éles Árpád (Beszterce, 1941. –) magyar költő.

## Élete és pályája
1944 óta Debrecenben él és alkot. Felsőfokú végzettséggel rendelkezik, volt budapesti szálloda igazgatója, dolgozott vegyipari gyógyszergyártóként, tanult közgazdaságot és újságírást, valamint okleveles mesterszakács. A költészet már középiskolai éveiben is érdekelte. 1996-ban jelent meg első regénye Őrvezető úr, alázatosan jelentem címmel. Igen termékeny alkotó, munkásságának eredményeként mintegy negyven könyve jelent meg saját költségű kiadásban. Írt vicckönyveket és gasztronómiai tárgyú köteteket is. Első verseskötetét Versek Debrecenről címmel adta ki. A Cserhát Művészkörbe – amelynek több díját köszönheti – Tokaji Márton, barátja ajánlására jelentkezett.
A Történelmi Szent Lázár Katonai és Ispotályos Lovagrend lovagja (2016).